# Francesco Beneduce

Wappen von Francesco Beneduce

Francesco Beneduce SJ (* 16. Juli 1956 in Grumo Nevano, Provinz Neapel) ist ein italienischer römisch-katholischer Ordensgeistlicher und Weihbischof in Neapel.

## Leben
Francesco Beneduce besuchte das Istituto Tecnico in Caivano. Anschließend trat er in das Pontificio Seminario Campano Interregionale in Posillipo ein. Beneduce studierte Philosophie und Katholische Theologie an der Päpstlichen Theologischen Fakultät von Süditalien in Neapel, an der er 1980 das Baccalaureato erlangte. Im selben Jahr trat Francesco Beneduce der Ordensgemeinschaft der Jesuiten bei und absolvierte das Noviziat in Frascati. 1982 unterrichtete er am Istituto Sociale in Turin. Am 22. Juni 1985 empfing Beneduce das Sakrament der Priesterweihe. Nach weiterführenden Studien erwarb er an der Päpstlichen Universität Gregoriana in Rom ein Lizenziat im Fach Moraltheologie und am Institut Lumen Vitae der Université catholique de Louvain ein Lizenziat im Fach Pastoraltheologie.
Von 1987 bis 1997 arbeitete Francesco Beneduce im nationalen Sekretariat der Eucharistischen Jugendbewegung in Rom. Daneben erwarb er an der Universität Tor Vergata einen Abschluss im Fach Philosophie. Nachdem er das Tertiat in Madras absolviert hatte, legte er am 3. Dezember 1994 die ewige Profess ab. 1997 wurde Francesco Beneduce Rektor des Istituto Massimiliano Massimo in Rom. Von 2001 bis 2005 war er Vizeprovinzial der süditalienischen Ordensprovinz der Jesuiten und von 2004 bis 2010 Delegat des Provinzials für die ordenseigenen Schulen. Zudem war Beneduce von 2006 bis 2009 als Rektor des Istituto Pontano in Neapel tätig. 2009 wurde er Rektor des Centro Educativo Ignaziano in Palermo sowie nationaler Sekretär und später Vizepräsident der Federazione degli Istituti di Attività Educative (FIDAE). Ferner war er von 2006 bis 2012 Mitglied des Consiglio Nazionale della Pubblica Istruzione (CNPI). Ab 2014 wirkte Francesco Beneduce als Regens des Pontificio Seminario Campano Interregionale in Posillipo.
Am 27. September 2021 ernannte ihn Papst Franziskus zum Titularbischof von Gaudiaba und zum Weihbischof in Neapel. Der Erzbischof von Neapel, Domenico Battaglia, spendete ihm sowie Michele Autuoro und Gaetano Castello am 31. Oktober desselben Jahres in der Kathedrale von Neapel die Bischofsweihe; Mitkonsekratoren waren der Bischof von Acerra, Antonio Di Donna, und der Bischof von Nola, Francesco Marino.